# Fluorescentna cijev
Fluorescentna cijev je električno rasvjetno tijelo kojemu svjetlost emitira fluorescentni sloj na stijenki cijevi, pobuđen električnim izbojem u smjesi živinih para i plemenitog plina (argona ili kriptona) pod niskim tlakom (luminiscencija). Na krajevima cijevi ugrađene su dvije serijski spojene žičane elektrode, koje se prolaskom električne struje užare, a elektroni nastali termionskom emisijom ioniziraju živine pare i plemeniti plin i tako olakšavaju električno izbijanje u plinu između elektroda i pri nižim električnim naponima. Zato se fluorescentne cijevi napajaju izravno iz gradske električne mreže, za razliku od visokonaponskih svjetlećih cijevi kao što su na primjer neonske, koje se napajaju preko visokonaponskog transformatora (Geisslerova cijev).
Nakon kratkotrajna žarenja elektroda, njihova se serijska veza prekida vanjskim toplinskim prekidačem, takozvanim starterom. U strujnom krugu napajanja cijevi nalazi se i vanjska električna zavojnica velike samoinduktivnosti (prigušnica). Zbog samoindukcije pri isključivanju startera nastaje u električnoj zavojnici kratkotrajni naponski udar, što je uz već emitirane elektrone dovoljno za nastanak električnog izbijanja kroz ioniziranu plinsku smjesu, i to frekvencijom dvostruko većom od frekvencije gradske mreže. Kako je električni otpor cijevi vrlo malen, prigušnica ograničava prekomjeran porast električne struje kroz cijev.
Ionizacija i električno izbijanje u cijevi popraćeno je emisijom pretežito ultraljubičastog zračenja, a ono uzrokuje fluorescenciju na posebnom sloju nanesenom na unutarnjoj stijenki cijevi. Emisija ili svjetlosna učinkovitost je fluorescentnih cijevi oko 30 do 90 lm/W, za razliku od električnih žarulja, kojima iznosi oko 20 lm/W.
Trajnost je fluorescentnih cijevi i do deset tisuća sati, desetak puta veća od trajnosti električnih žarulja. Ona ovisi o gubitku emisijskog sloja na elektrodama, do kojeg dolazi pri svakom paljenju, ali i tijekom uporabe. Trajnost standardnih fluorescentnih cijevi s magnetskom predspojnom napravom iznosi 8 000 sati, a s elektroničkom predspojnom napravom produžuje se do 20 000 sati. Svjetlosni tok fluorescentnih i fluokompaktnih žarulja smanjuje se tijekom korištenja zbog fotokemijske degradacije fosfornog omotača i skupljanja naslaga unutar cijevi koje apsorbiraju svjetlost.
Nedostatak je fluorescentnih cijevi titranje svjetlosti frekvencijom od 100 Hz, što na pomičnim tijelima uzrokuje stroboskopski učinak. Taj se nedostatak smanjuje inertnim fluorescentnim slojem te uporabom svjetiljki s više cijevi, napajanih fazno pomaknutim strujama.
Fluorescentne se cijevi proizvode u različitim oblicima i veličinama, kao ravne ili savijene cijevi za unutarnju i vanjsku rasvjetu, na primjer za rasvjetu uredskih prostorija, industrijskih pogona (ali ne ondje gdje bi stroboskopski učinak mogao uzrokovati neželjene posljedice, na primjer privid mirovanja rotirajućih tijela) te za rasvjetu javnih prostora kao što su trgovine, kolodvori, prolazi i slično.
Fluokompaktna cijev (štedna žarulja) je fluorescentna cijev malih izmjera (dimenzija) koju čini jedna ili više savijenih fluorescentnih cijevi, učvršćenih na postolju s grlom jednakim onomu u većine standardnih žarulja i s ugrađenom elektroničkom predspojnom napravom koja zamjenjuje starter i prigušnicu. Pale se brzo i bez treperenja. Razvijene su kao zamjena za žarulje snage 25 do 100 W, ali im se područje primjene stalno širi, zamjenjuju obične žarulje u javnim prostorima, a sve više i u kućanstvima.

## Povijesne činjenice

### Otkriće
Fluorescencija nekih stijena i minerala je bila primjećena stotinama godina prije nego što je bila shvaćena. Sredinom 19-tog stoljeća, pokusi su pokazali da će se pojaviti slaba svjetlost na nekim staklenim posudama, ako se kroz njih pusti električna struja. Među prvima koji su objasnili tu pojavu je bio irski znanstvenik George Stokes, sa Sveučilišta Cambridge, koji je nazvao tu pojavu “fluoroscencija”, nakon što je primijetio da mineral fluorit može jako svijetliti, pogotovo zbog svojih nečistoća. Povezanost između električne struje i svjetlosti su dalje razvili britanci znanstvenik Michael Faraday i James Clerk Maxwell u 1840-im.
Malo toga se dalje razvijalo, sve do 1856., kada je njemački puhač stakla Heinrich Geisler stvorio živinu vakuumsku pumpu, iz koje je isisao više zraka nego itko prije toga. Kada bi se propustila električna struja kroz Geislerovu cijev, pojavilo bi se jako zeleno svjetlo na staklenim stijenkama, blizu katode. Zbog svojih zanimljivih svjetlosnih efekata, počela se koristiti u zabavnim parkovima. Jedan od prvih znanstvenika, koji je počeo raditi pokuse s Geislerovom cijevi, bio je Julius Plücker, koji je primijetio da se položaj svjetla mijenja, ako je u blizini neki izvor elektromagnetskog polja. Alexandre Edmond Becquerel je primijetio 1859., da neke tvari odbijaju svjetlost, kada se smjeste unutar Geislerove cijevi i prvi je počeo raditi pokuse s fluorescentnim tvarima. 
Ispitivanja s Geislerovom cijevi su se nastavila, a počele su se dobivati sve bolje i efikasnije vakuumske pumpe. Sav napredak u pokusima doveo je do otkrića elektrona 1897., koji je otkrio Joseph John Thomson.

### Prve plinske svjetiljke
Dok se Becquerel više bavio sa znanstvenim pokusima, Thomas Alva Edison je više razvijao fluorescentno svjetlo zbog komercijalnog uspjeha. 1896. je izumio fluorescentnu svjetiljku, u koju je stavio sloj kalcijevog volframata, a pobudu je vršio s rendgenskim zrakama. Iako je dobio za to patent 1907., s proizvodnjom nikad nije započeo. I Nikola Tesla je radio slične pokuse, s visokofrekventnim fluorescentnim svjetiljkama u 1890-tim, koje su davale zelenkastu svjetlost, ali također nije postigao komercijalni uspjeh.
Edisonov zaposlenik, Daniel McFarlan Moore je 1895. prikazao svjetiljke duge 2 do 3 metra, koje je punio s ugljičnim dioksidom ili dušikom, i dobicao je bijelo ili ružičasto svjetlo. Budući da su takve svjetiljke bile jako komplicirane, na tržištu je više uspjeha imala obična volframova električna žarulja.
Godine 1901. Peter Cooper Hewitt otkrio je svjetiljku sa živinim parama, koja je za razliku od Mooreve svjetiljke, radila s puno nižim naponima. Te su svjetiljke već imale bolji stupanj iskorištenja od električne žarulje, ali budući su davale plavo-zelenkasto svjetlo, nisu našle širu primjenu.

### Prve neonske svjetiljke
1898. je prvi puta neon izdvojen iz okolnog zraka. Kada su ga stavili u Geisler-ovu cijev, davao je jako crveno svjetlo. Oko 1910., francuz Georges Claude je počeo razvijati neonske cijevi, koje su 1930-tih bile glavni izvor osvjetljenja u Francuskoj. On je punio cijevi, osim neona, s argonom i živinim parama, ali budući su imale manji stupanj iskorištenja od električne žarulje, počele su se koristiti za reklame. Claude je uspio usavršiti elektrode na svjetiljkama. Osim toga, usavršio je i fluorescentni premaz unutar cijevi.

### Komercijalni uspjeh fluorescentnih svjetiljki
Godine 1934., Arthur Holly Compton izvijestio je o prvim uspješnim pokusima s fluorescentnim svjetiljkima. Na osnovu tog izvještaja, George E. Inman, sa svojim timom iz firme General Electric je napravio prvi prototip, koji se kasnije nakon poboljšanja uspio probiti na tržište.

## Kako radi fluorescentna svjetiljka
Kada se svjetiljka upali, električna snaga zagrijava katodu dovoljno da izbaci elektrone. Ti elektroni sudaraju se s atomima plemenitih plinova, koji se ioniziraju, unutar žarne niti unutar cijevi, da bi se tako stvorila plazma postupkom udarne ionizacije. Kao rezultat nastaje ionska lavina, čime provodljivost plemenitog plina naglo raste, dopuštajući da više električne struje teče kroz svjetiljku.
Osnovni način kako se električna energija pretvara u svjetlosnu energiju kod fluorescentnih svjetiljki, zasniva se na neelastičnom sudaranju elektrona. Ulazni elektroni s katode sudaraju se s atomima žive u plinu. Ako slobodni elektron ima dovoljnu kinetičku energiju, onda on prenosi tu energiju na elektrone u vanjskoj orbiti atoma, uzrokujući da on skoči privremeno na viši energetski nivo. Viši energetski nivo elektrona u atomu žive je nestabilan, tako da se elektron vraća na niži energetski nivo, koji je stabilniji, i pri tome emitira foton. Većina fotona koja izlaze iz atoma žive imaju valnu duljinu od 253,7 nm i 185 nm. Ti atomi nisu vidljivi za ljudsko oko, jer se nalaze u ultraljubičastom području. Te fotone zatim upijaju elektroni u fluorescentnom sloju na unutrašnjoj strani cijevi, koji emitiraju fotone u vidljivom području za ljudsko oko. Razlika u energiji između ulaznog elektrona s katode i izlaznog fotona s fluorescentnog sloja, pretvara se u zagrijavanje fluorescentnog sloja.:chapter 5

### Građa svjetiljke
Fluorescentna svjetiljka sadrži plin koji ima pare žive i argona, ksenona, neona ili kriptona pod niskim tlakom. Tlak unutar cijevi je oko 0,3% atmosferskog tlaka zraka. Unutrašnja površina cijevi je prevučena fluorescentnim (a često i fosforescentnim) premazom, koji se izrađuje od mješavine različitih metalnih soli i soli rijetkih zemalja. Lukovica elektrode je obično napravljena od zavojite niti volframa i naziva se katoda, jer joj je prvenstvena uloga izbacivanje elektrona. Zbog toga, katoda je obično prevučena s mješavinom barija, stroncija i kalcijevog oksida, da bi imala nisku termoelektronsku temperaturu.
Fluorescentne svjetiljke su cijevi duljine obično od 100 mm do 2,43 m. Ponekad se cijevi savijaju u krug ili u obliku slova U. Fluorescentne štedne žarulje imaju manji promjer, i obično se savijaju u spiralu, da bi omogućile veliku količinu svjetla u malom volumenu.
Fluorescentna tvar koja emitira svjetlo nanosi se kao sloj boje zajedno s organskim otapalom. Cijev se grije skoro do temperature topljenja stakla da bi se izbacili organski sastojci i da bi se fluorescentna tvar sljepila sa stijenkom cijevi nakon hlađenja. Veoma je važna pažljiva kontrola veličine zrna fluorescentnog sloja; velika zrna, 35 μm ili veća, stvaraju veoma slab sloj, dok premala zrna, 1 μm ili manja, ne mogu stvoriti jako svjetlo. Najbolja zrna su veličine 10 μm. Premaz mora biti dovoljno debeo da uhvati sve ultraljubičasto zračenje sa žive, ali ne i toliko debeo da upije previše vidljive svjetlosti.

### Utjecaj temperature
Na rad svjetiljke jako utječe temperatura na katodi, jer ona je povezana s djelomičnim tlakom živinih para unutar cijevi. Svaka svjetiljka ima malu količinu žive, koja mora ispariti, da bi se stvorilo svjetlo. Kod niskih temperature, živa je u obliku raspršenih kapljica. Kako se svjetiljka grije, živa se pretvara u paru. Kod viših temperatura, samoapsorpcija smanjuje doprinos žive i svjetla. Budući da se živina para kondenzira na najhladnijim mjestima, mora se svjetiljka vrlo pažljivo konstruirati, da se izbjegne kondenzacija živinih para. 
Da bi se to umanjilo, koristi se obično amalgam, a to je spoj žive i drugih metala, čime se tlak živine pare smanjuje, a radna temperature se može povećati. Pa ipak, katoda ostaje “hladna točka” i mora se pažljivo kontrolirati konstrukcija da se spriječi izlazak žive iz amalgama i kondenzacija na hladnijim mjestima.:od str. 182

### Gubitci
Živa pod niskim tlakom emitira 65% od ukupnog zračenja, na 254 nm liniji i 10 – 20% na liniji 185 nm. To ultraljubičasto zračenje zatim upija fluorescentni premaz, koji emitira konačno vidljivu svjetlost. Fluorescentni premaz, zajedno sa staklom cijevi, sprječava izlazak štetnih UV zraka. Samo se dio ulazne električne energije pretvara u korisno svjetlo. Jedan dio se gubi grijanjem prigušnice, koja bi trebala imati efikasnost oko 90%. Pad napona na elektrodama je stalan. Jedan dio energije su gubi na živinu paru, ali oko 85% se pretvata u UV zrake i vidljivu svjetlost. 
Gubici nastaju i kada se UV zrake pretvaraju u vidljivu svjetlost na fluorescentnom premazu. Kod novije generacije svjetiljki, na 100 ulaznih fotona UV zraka, dobije se 86 fotona vidljive svjetlosti. Budući da ulazni UV fotoni imaju energiju 5,5 eV, a izlazni fotoni vidljive svjetlosti oko 2,5 eV, tako se iskoristi samo 45% UV energije .:str. 196-197

### Svjetiljke s hladnom katodom
Velika većina fluorescentnih svjetiljki imaju elektrode koje rade u obliku termoelektronske emisije, to znači da ostvaruju dovoljno visoku temperature, da bi mogle osloboditi elektrone. Postoje i takve fluorescentne svjetiljke koje rade s hladnim katodama, na nižim temperaturama od temperature termoelektronske emisije, dovoljne da oslobode elektrone i bez posebnog premaza. To ne znači da su elektrode hladne, ustvari one su još uvijek vrlo tople. Zbog toga je njihov vijek trajanja puno dulji. Obično se koriste kao pozadinsko svjetlo kod LCD ekrana.
Hladne katode su u biti manje efikasne, zato što je potreban veći pad napona u cijevi između elektroda. Povećani pad napona dovodi do većeg rasipanja energije u cijevi, ali to ne dovodi do povećanog izlaza svjetlosti. Povećano rasipanje energije u cijevi znači da takve fluorescentne svjetiljke trebaju raditi pod manjim opterećenjem od normalnih, mogu se proizvesti s duljim cijevima, pa čak mogu se staviti više njih u seriju. Cijevi se mogu lakše savijati u posebne oblike, i mogu se brzo paliti i gasiti

### Pokretanje ili start
Atomi žive trebaju biti ionizirani prije nego što svjetiljka počne raditi. Kod malih svjetiljki nije potrebno puno napona da se pokrene rad, ali za dugačke cijevi potreban je dodatni napon, ponekad reda veličine tisuću volti.

#### Prekidač start s predgrijavanjem (engl. switch start/preheat)
Ta tehnika koristi kombinaciju žarne niti i katode, na svakom kraju cijevi, zajedno s mehaničkim ili automatskim prekidačem, koji je u početku povezuje žarnu nit u seriju s prigušnicom i tako žarnu nit predgrijava prije samog izbijanja elektrona. Taj sistem je standardan za ulazne napone 200 – 240 V.
Automatski tinjajući starter ima malu tinjalicu, koja se puni neonom ili argonom, s bimetalnom elektrodom. Kada se uključi struja, tinjalica će zagrijati plin u starteru i bimetal će se saviti prema elektrodi. Kada dotakne elektrodu, dvije žarne niti i prigušnica će biti spojeni u seriju na ulazni napon. To će dovesti da žarne niti počnu izbacivati elektrone zbog termoelektronske emisije. U tinjalici startera, bimetal će se odmaknuti i plin će se početi hladiti. Induktivni otpor s prigušnice će omogućiti visoki napon da se svjetiljka pokrene. Starter ima dodatno jedan kondenzator, povezan paralelno s tinjalicom, da omogući dulji radni vijek elektrodi. Kada svjetiljka počne svijetliti, katoda će biti dovoljno topla i starter se neće uključivati. Osim toga, radni napon svjetiljke nije dovoljan da uključi ponovo tinjalicu. Međutim, ponekad će se tinjajući starter uključivati par puta, prije nego što se katoda dovoljno ugrije.
Elektronički starteri upotrebljavaju puno kompliciraniji način da predgriju katodu, obično posebno konstruiranu poluvodičku sklopku. Oni se programiraju s predefiniranim vremenom predgrijavanja, obično unutar 0,3 sekunde.

#### Trenutni starter (engl. instant start)
U nekim slučajevima, visoki napon se upotrebljava izravno za pokretanje svjetiljke. Može se prepoznati po dodatnom izvodu na krajevima cijevi. Jeftina oprema s ugrađenom elektroničkom prigušnicom stvara trenutni start, iako to smanjuje vijek trajanja svjetiljke.

#### Hitar starter (engl. rapid start)
Novija vrsta startera upotrebljava žarnu nit unutar prigušnice, i tako hitro zagrijava katodu niskim naponima. Taj starter ne rabi vršni napon, nego se svjetiljka mora smjestiti blizu uzemljenog reflektora da omogući zagrijavanje katode. Kod nekih svjetiljki, dodatne trake za uzemljenje spojene su na cijevi.

#### Brzi starter (engl. quick start)
On upotrebljava mali autotransformator za grijanje žarne niti kad se sklopka uključi. Nakon pola sekunde se grijanje smanji. Autotransformator se može smjestiti s prigušnicom ili kao posebna jedinica. Cijevi se moraju ugraditi blizu uzemljenih metalnih reflektora.

#### Polurezonantni starter (engl. semi-resonant start)
Njega je otkrio Thorn Lighting za upotrebu na T12 fluorescentnim svjetiljkama. Upotrebljava dvostruko namotani transformator i kondenzator. Kod pokretanja taj starter stvori dvostruko veći napon od radnog napona. Kako se elektrode zagrijavaju, nakon 3 – 5 sekundi, svjetlo dobije puni sjaj i zatim napon pada na normalnu vrijednost. Zbog veće cijene, primjenjuje se uglavnom kod industrijskih instalacija. Posebno je pogodan u hladnim uvjetima.

#### Elektronička prigušnica (engl. electronic ballast)
Elektronička prigušnica primjenjuje tranzistore da bi promijenila frekvenciju glavnog izvora u visokofrekventnu izmjeničnu struju, a isto za regulaciju protoka struje kroz svjetiljku. Prednost je i to što visokofrekventna struja povećava iskoristivost svjetiljke. Na frekvencijama od 10 kHz, efikasnost se poveća i do 10% u odnosu na normalnu svjetiljku.:str. 182

## Fluorescentni sloj i spektar emitiranog svjetla
Spektar svjetla koji proizvodi fluorescentna svjetiljka je kombinacija svjetla direktno emitiranog sa živinih para i svjetla emitiranog s fluorescentnog premaza. Spektralne linije dobivene emisijom žive i fluorescentnog materijala daju drukčije svjetlo od klasične električne žarulje.

### Temperatura boje
Temperatura uzajamno vezanih boja (engl. correlated color temperature – CCT) je mjera bjeline izvora svjetlosti, u usporedbi s crnim tijelom. Električna žarulja ima temperaturu 2700 K, koja je žućkasto bijela. Halogene svjetiljke imaju 3000 K. Kod fluorescentnih svjetiljki odgovarajući CCT se dobiva promjenom mješavine unutar cijevi. Toplo bijela fluorescentna tvar ima CCT 2700 K i popularna je za kućanstva. Neutralno bijela fluorescentna tvar ima CCT od 3000 do 3500 K. Hladno bijela fluorescentna tvar ima CCT 4100 K i popularna je za urede. Postoji i fluorescentna tvar koja oponaša dnevno svjetlo, ima CCT od 5000 do 6500 K i izgleda modro bijelo.
Ljudsko oko opaža niže temperature boja puno prirodnije (Kruithof krivulja). Tako se električna žarulja s CCT 2700 K doživljava prirodno, kao i sjajna 5000 K svjetiljka, dok se blijeda 5000 K svjetiljka doživljava previše bez sjaja.

### Indeks usporedbe boja
Indeks usporedbe boja (engl. color rendering index - CRI) je mjera kako se dobro može osjetiti boja uporabom svjetla od izvora, uspoređujući s dnevnim svjetlom, iste temperature boje. Po definiciji, CRI električne žarulje je 100. Različite fluorescentne svjetiljke imaju CRI od 50 do 99. Tako npr. fluorescentne svjetiljke s premalim CRI imaju fluorescentnu tvar koja emitira premalo crvene boje. Tada koža izgleda premalo ružičasta i time nezdravo.

### Sastav fluorescentne tvari
Jedno od najneugodnijih svjetala dolazi od starije izvedbe svjetiljke koja je sadržavala halofosfatni tip fluorescentne tvari (kemijske formule Ca5(PO4)3(F, Cl):Sb3+, Mn2+). Taj tip je emitirao uglavnom žutu i plavu boju, a premalo zelene i crvene. CRI je 60.
Od 1990-tih primjenjuju se mješavine veće kvalitete, s višim CRI,  tzv. trifosforna mješavina, koja se zasniva na europiju i terbiju, koji imaju emisiju svjetla raspoređenu po cijelom području vidljive svjetlosti. Njegov CRI je od 82 do 99.
| Tipična fluorescentna svjetiljka s fluorescentnom tvari kovina rijetkih zemalja |  | Tipična "hladno bijela" fluorescentna svjetiljka rabi smjesu dviju kovina rijetkih zemalja, Tb3+, Ce3+: LaPO4 za zelenu i plavu emisiju i Eu: Y2O3 za crvenu. Treba napomenuti da nekoliko vrhova dolazi od žive. To je najčešći model koji se danas upotrebljava. |
| Spektar UV svjetiljki                                                           |  | Obično je samo jedna fluorescentna tvar prisutna kod UV svjetiljki, koja se sastoji od europija – pomiješan sa stroncij fluoroboratom. |

## Primjena
Fluorescentne svjetiljke dolaze u mnogim oblicima i veličinama. Štedne fluorescentne svjetiljke (engl. compact fluorescent light bulb – CFL) postaju sve popularnije, imaju ugrađenu elektroniku u sebi i odgovaraju grlu električnih žarulja.

### Prednosti

#### Stupanj iskorištenja
Fluorescentne cijevi daju više svjetla od običnih električnih žarulja,uz manju potrošnju. Tako npr. 40W Fluorescentna cijev daje svjetlo kao i 100 W obična električna žarulja .Vidi tablicu stupanj iskorištenja raznih izvora svjetlosti.

#### Vijek trajanja
Fluorescentna cijev traje 10 000 h, dulje od obične električne žarulje čiji je radni vijek 1000 h. S vremenom se isplate viši početni troškovi ulaganja. Osim toga, dulji vijek trajanja dodatno smanjuje cijenu koštanja fluorescentnih svjetiljki.

#### Niži luminozitet
Fluorescentne svjetiljke su veći izvor svjetl< od npr. električne žarulje, tako da se svjetlo može bolje rasporediti po prostoriji

#### Manje zagrijavanje
Fluorescentne svjetiljke isijavaju oko 66 do 75% manje topline od jednakovrijedne električne žarulje.

### Nedostaci

#### Često paljenje i gašenje
Ako se fluorescentna svjetiljka postavi u prostoriju gdje se često pali i gasi, ona će se brzo potrošiti. Ako je to prečesto, fluorescentna svjetiljka će trajati kraće od jednakovrijedne električne žarulje. Svako paljenje neznatno uništava površinu katode.

#### Zdravlje i sigurnost
Ako se cijev fluorescentne svjetiljke razbije, vrlo mala količina živine pare privremeno će onečistiti okolni prostor. Kod svjetiljki koje su pri kraju svog radnog vijeka, oko 99% žive se nalazi u fluorescentnom sloju.  Preporučuje se prozračiti prostoriju, u kojoj se razbila cijev i mokrim papirnatim rupčićem pokupiti ostatke s poda. Svi ostatci bi se morali staviti u zatvorenu plastičnu vrećicu. Usisavači se ne preporučuju, jer se čestice mogu raspršiti u zraku.

#### Ultraljubičasto zračenje
Fluorescentne svjetiljke isijavaju malu količinu UV ultraljubičastog zračenja. Jedna studija iz 1993. je pokazala da izloženost u uredu od 8 sati s fluorescentnim svjetiljkama je jednakovrijedno kao izloženost na Suncu od jedne minute.  Jedino osobe koje su vrlo osjetljive na umjetno svjetlo mogu imati problema.
UV ultraljubičasto zračenje može utjecati na neke osjetljive slike, posebno akvarel, te neke vrste tekstila.

#### Prigušnica
Prigušnica povećava početne troškove ulaganja. Stare elektromagnetske prigušnice, mogu stvarati zujanje,a to ovisi o kvaliteti izrade, proizvođaču, uvjetima rada itd. Elektromagnetske prigušnice opremljene su s materijalima koji smanjuju buku.

#### Faktor snage i radio interferencija
Jednostavne induktivne prigušnice imaju faktor snage manji od cijele instalacije i zato se obično treba dodati kondenzator koji će popraviti taj faktor. Slične probleme mogu imati i jednostavne elektroničke prigušnice.
Fluorescentne svjetiljke mogu stvarati i radiofrekventnu buku, koja se može prenijeti na nosač svjetiljke. Ta buka se može spriječiti, ali povećava troškove koštanja.

#### Radna temperatura
Fluorescentne svjetiljke najbolje rade na sobnoj temperaturi. Što su temperature više ili niže, to se efikasnost smanjuje. Kod temperature smrzavanja i niže, može se dogoditi da se svjetiljka ne upali. Za vanjsku rasvjetu i hladnu klimu potrebne su posebne vrste svjetiljki.

#### Titranje
Fluorescentne svjetiljke koje koriste elektromagnetsku prigušnicu mogu imati problema s titranjem.

#### Prigušivač jačine svjetla
Fluorescentne svjetiljke ne mogu koristiti prigušivač jačine svjetla (dimmer), uređaj kojim se može ručno pojačati ili smanjiti jačina svjetla.

#### Odlaganje smeća i reciklaža
Odlaganje žive i fluorescentnih tvari za fluorescentne svjetiljke predstavljaju problem za zaštitu okoliša. Zakoni u mnogim zemljama zahtijevaju posebno odlaganje fluorescentnih svjetiljki, posebno od kućnog i općeg smeća.

## Standardne veličine fluorescentnih svjetiljki
Od uvođenja na tržište 1939., postoje različiti tipovi fluorescentnih svjetiljki. Sustavno označavanje odnosi se na oblik, snagu, duljinu, boju i ostale električne i svjetlosna svojstva.

## Ostale vrste fluorescentnih svjetiljki

### UV fluorescentna svjetiljka
Ona proizvodi svjetlo (engl. black light) u UV-A području ultraljubičastog zračenja (duljina vala je oko 360 nm). Upotrebljavaju se da bi pobudile fluorescenciju, primjerice kod UV-fluorescentnih boja (provjera novčanica) ili pri otkrivanju tragova urina. Primjenjuje se i u uređajima za privlačenje komaraca. Ovakve fluorescentne cijevi građene su od Woodovog stakla koje propušta tamnoljubičastu boju i UV-A zrake.

### Fluorescentna svjetiljka za sunčanje
Te se svjetiljke upotrebljavaju u solarijima da bi se umjetno dobila preplanula koža kao kod sunčanja. Sadrže obično 3 do 5 vrsta fluorescentnih tvari, koje emitiraju i UVA i UVB ultraljubičasto zračenje. Danas fluorescentne tvari sadrže uglavnom barij disilikat ili stroncij fluoroborat, dok su nekad sadržale talij.:str. 120

### Fluorescentna svjetiljka za rast biljki
Te svjetiljke rabe fluorescentne tvari koje potiču fotosintezu, a time rast i razvoj biljki, algi, fotosintetičkih bakterija itd. One obično emitiraju svjetlo u crvenom i plavom djelu spektra, koje upija klorofil.

### IR fluorescentna svjetiljka
Infracrvene fluorescentne svjetiljke imaju obično fluorescentne tvari s litij metaluminatom koji se aktivira sa željezom. Emisija svjetla je između 675 i 875 nm, nešto niže nego infracrveno zračenje.:str. 122

### Bilirubin fluorescentna svjetiljka
Ove fluorescentne svjetiljke stvaraju tamno plavo svjetlo uz pomoć fluorescentne tvari dopirane europijem. Upotrebljava se za terapije svjetlom kod liječenja žutice, jer ta boja prolazi kroz kožu i pridonosi raspadu bilirubina.:str. 122

### Antimikrobna fluorescentna svjetiljka
Djelovanje ove svjetiljke temelji se na činjenici da ultraljubičasto zračenje ubija većinu mikroorganizama ili mikroba. Takve svjetiljke uopće ne sadrže fluorescentnu tvar, tako da više nalikuju tinjalicu. Cijevi se sastoje od amorfnog kvarca koji propušta čak i UV-C zrake živinog spektra. Ljudskom oku svjetlo iz takve cijevi izgleda nebesko plave boje. Takve svjetiljke ne samo da ubijaju mikroorganizme, nego i pretvaraju dio kisika u ozon. Već pri minutnom izlaganju tkiva u neposrednoj blizini od oko metra izazvat će opekline, pa je za rad s njima potrebna zaštita. Ako se zaštite vrlo skupim staklom koje upija sve osim UV-C zračenja, mogu se iskoristiti za pobuđivanje fluorescencije kod nekih minerala. Upotrebljavaju se i kod nekih EPROM brisača. Te svjetiljke imaju oznaku G (engl. germicidal lamps).

### Bezelektrodna fluorescentna svjetiljka
One nemaju elektrode unutar cijevi. Da bi potaknuli protok električne energije, primjenjuje se elektromagnetska indukcija. Iako su skupe, njihov vijek trajanja je vrlo dug.

### Fluorescentna svjetiljka s hladnom katodom
One se upotrebljavaju kao pozadinsko svjetlo za LCD ekrane. U zadnje vrijeme su popularne i kod preuređivanja računalnog kućišta.

## Zanimljivosti
Statički elektricitet ili Van de Graaffov generator mogu izazvati da fluorescentna svjetiljka malo zasvijetli. Teslin transformator će provesti visokofrekventnu električnu struju kroz cijev i tako će proizvesti svjetlo. Kapacitativni priključak s visokonaponskih električnih dovodnih kabela mogu stvoriti svjetlo kod fluorescentne svjetiljke, ali slabe jakosti. Ako se postavi fluorescentna svjetiljka između dvije antene koje odašiljaju snažne radio valove, može se pojaviti svjetlo.

## Vanjske poveznice
- Objašnjenje nekih shema za fluorescentne svjetiljke engl.